# Wadi al-Kharid
Wadi al-Kharid o Ghayl al-Kharid és un dels principals rius del Iemen. Neix a uns 20 km al nord de Sanà prop de Hadakan i corre cap a l'interior reben diversos rierols, fins a arribar a l'oasi d'al-Djawf on s'uneix al uadi Madhab i bifurca cap al sud-est unint-se poc després al Wadi l-Atf, fins que es perd a les arenes de Ramlat Sabatayn. És un dels pocs rius perennes; hi ha peixos (Barbus arabicus) que són pescats pels pobladors del seu curs.
És segurament el riu a la vora del qual Eli Gal va lliurar una batalla contra els àrabs el 24 aC sis dies després de sortir de Nadjran.